# Андрей Гюров
Андрей Атанасов Гюров е български политик, народен представител в XLVII народно събрание, XLVIII народно събрание и XLIX народно събрание, председател на парламентарната група на Продължаваме промяната. На 26 юли 2023 година е избран от XLIX народно събрание за подуправител на Българската народна банка, направление „Емисионно“.

## Биография
Роден е на 31 декември 1975 година в Гоце Делчев в семейство на инженери, по произход от Огняново. Учи две години икономика в Софийския университет. В 1997 година заминава за Съединените щати на студентска бригада и остава там. Учи в Държавния университет „Труман“ в Мисури, от който получава степен бакалавър по икономика.
Работи една година като кредитен анализатор в Харис Банк в Чикаго. След това започва докторантура във Виена и успоредно с това работи в австрийската „Фолксбанк“. Защитава докторат в 2005 година. Напуска банката и става главен асистент по финанси във Виенския университет.
Мести се в България и между 2008 година и 2009 година е управляващ директор на „Пирин Голф Холидейс Клуб“. В 2009 година започва да преподава икономика и финанси в Американския университет в България. От 2016 година преподава капиталови пазари в Университета за приложни науки към Търговската камара на Австрия.
Съучредител на политическа партия „Движение Да България“. През септември 2021 година Кирил Петков го кани да се присъедини към Продължаваме промяната и той го прави. На парламентарните избори в България през ноември 2021 година, като кандидат за народен представител е водач на листата на Продължаваме промяната за 1 МИР Благоевград и е избран за депутат. Избран е за председател на парламентарната група на Продължаваме промяната.
На 27 юни 2024 г. Комисията за противодействие на корупцията (КПК) уведоми Българската народна банка за постановено решение, с което е установила несъвместимост по отношение на Андрей Гюров.
Официалната позиция на БНБ е: "До предприемане на последващите законосъобразни действия, с оглед да не бъдат допускани каквито и да е съмнения относно спазване на правната рамка, г-н Гюров излезе в неплатен отпуск",